# 로버트 커먼

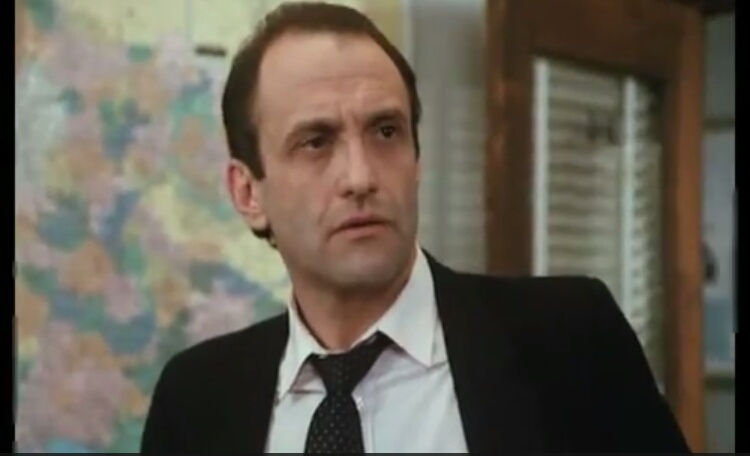

로버트 커먼(Robert Kerman, 1947년 12월 16일 ~ 2018년 12월 27일)은 미국의 포르노 배우, 영화배우, 영화 프로듀서이다.
브루클린에서 태어났으며 뉴욕에서 사망하였다.

## 영화
- 스파이더맨 (2002년)
- 노 웨이 아웃 (1987년)
- 타부 아메리칸 스타일 2 (1985년)
- 타부 아메리칸 스타일 1 (1985년)
- 데스마스크 (1984년)
- 클레어보이언트 (1982년)
- 달리는 사이먼 (1981년)
- 홀로코스트 3 (1981년)
- 홀로코스트 2 (1980년)
- 홀로코스트 (1980년)
- 굿바이 걸 (1977년)